# Antoniotto Botta Adorno
Antoniotto Botta Adorno, o Antonio Ottone (Branduzzo, 1688 – Torre d'Isola, 29 dicembre 1774), fu un esponente della potente dinastia patrizia lombardo-ligure dei Botta Adorno, un alto ufficiale dell'impero asburgico, un ministro plenipotenziario dei Paesi bassi austriaci fissati dal trattato di Utrecht e Presidente del Consiglio di Reggenza del Granducato di Toscana dal 1757 al 1766.

## Su di lui
Della sua famiglia, che peraltro fornì sette dogi della Repubblica di Genova, egli fu storicamente e sicuramente il più conosciuto, in chiave negativa, per aver legato il proprio nome ad una delle pagine più tristi ma anche più gloriose dell'antica Repubblica, di cui firmò la "capitolazione eseguita e consegnata".
Fu di fatto - secondo gli storici - colui che portò alla sommossa popolare di Portoria accesa dal celebre grido di Che l'inse? (Che incomincio? vale a dire - devo dare inizio ad una zuffa?) lanciato contro gli occupanti piemontesi e austriaci dal ragazzo genovese Giovan Battista Perasso, detto il Balilla.

## Biografia

Stemma nobiliare degli Adorno

Antoniotto Botta Adorno nacque da Luigi e Maria Matilde Meli Lupi di Soragna. Un anno dopo la sua nascita, il padre, ritenuto autore di un tentativo di colpo di Stato ai danni del doge, fu espulso dal territorio della Repubblica e inviato in esilio, nonché condannato a morte in caso di ritorno a Genova, città della quale era originaria la famiglia Adorno.
Alla morte del padre, avvenuta nell'anno 1700, alla guida della famiglia successe il fratello maggiore Alessandro, mentre per Antoniotto si aprì la strada della carriera militare già intrapresa da un altro fratello, Giovan Battista. Fu così che nel 1711 Antoniotto Botta Adorno partì per conto dell'ambasciata imperiale austriaca verso la corte di Lisbona.

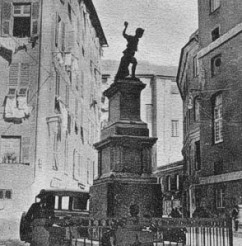
Statua a Balilla nel quartiere di Portoria

Sotto le armi ebbe modo di distinguersi per atti di valore durante la battaglia d'Ungheria contro l'impero turco ma soprattutto nell'assedio di Belgrado del 1717, dove combatté al fianco del principe Eugenio di Savoia. Per il suo valore fu promosso tenente colonnello, generale d'artiglieria e generale feldmaresciallo; fu anche generalissimo delle armate austro-ungariche e sarde.
Dopo aver assunto, al posto del principe del Liechtenstein, il comando supremo delle truppe austro-piemontesi, e prima di occupare Genova, sconfisse le truppe dell'esercito ispano-francese nella battaglia della val Tidone, presso Piacenza.
Patrizio che per ragioni familiari ebbe forti motivi di rivalsa verso la libera Repubblica genovese, nel settembre del 1746 Botta Adorno intervenne maldestramente, quale maresciallo imperiale e governatore di Genova, nella negoziazione aperta dai responsabili della Repubblica con le forze piemontesi-austriache in procinto di occupare la città.
In particolare, il suo atteggiamento durissimo («Ai genovesi lascerò solo gli occhi per piangere», disse impietosamente al doge Giovanni Francesco II Brignole Sale che inginocchiato davanti a lui chiedeva pietà) sottomise la città ad un pesante giogo che si protrasse fino all'inverno di quell'anno, ovvero fino alla decisiva insurrezione popolare del 5 dicembre.
Così lo storico Federico Donaver rievoca, nella sua Storia di Genova (1890), questa pagina di storia ed il rapporto tumultuoso che Botta Adorno - definito dai cittadini il Tedesco - ebbe con la città:
Gli austriaci sotto il comando del generale Brown superata la Bocchetta scesero a Campomorone e il 4 settembre entrarono in Sampierdarena. Impaurito il governo e spaventata la cittadinanza tutta dalla vicinanza del nemico, fu mandato al generale Brown un rinfresco che venne respinto ... In quel subito balenò l'idea della resistenza, e forse se il governo fosse stato meno timoroso i genovesi avrebbero potuto far pagare ben cara agli austriaci la loro prepotenza, assalendoli quando le acque della Polcevera improvvisamente inondarono il loro campo da affogarne un migliaio; ma lasciata passare l'occasione e arrivato il domani, giorno 6, il generale Botta Adorno a pigliare il supremo comando dell'esercito imperiale, questi trattò ancora più aspramente gli inviati genovesi Marcellino Durazzo e Agostino Lomellini, dichiarando che se entro poche ore non era soddisfatto delle domande contenute in un foglio loro consegnato [in pratica la resa della città], avrebbe usato la forza.
Dopo l'insurrezione di dicembre, Botta Adorno fuggì da Genova portando con sé il tesoro della Repubblica costituito da oggetti preziosi e da una ventina di casse di genovino d'oro nel suo castello di Silvano d'Orba; poi si trasferì a nella sua residenza a Branduzzo (oggi Castelletto di Branduzzo) e infine nella villa di famiglia a Torre d'Isola (entrambe in provincia di Pavia). Il tesoro non fu mai rinvenuto.

### Botta Adorno come diplomatico

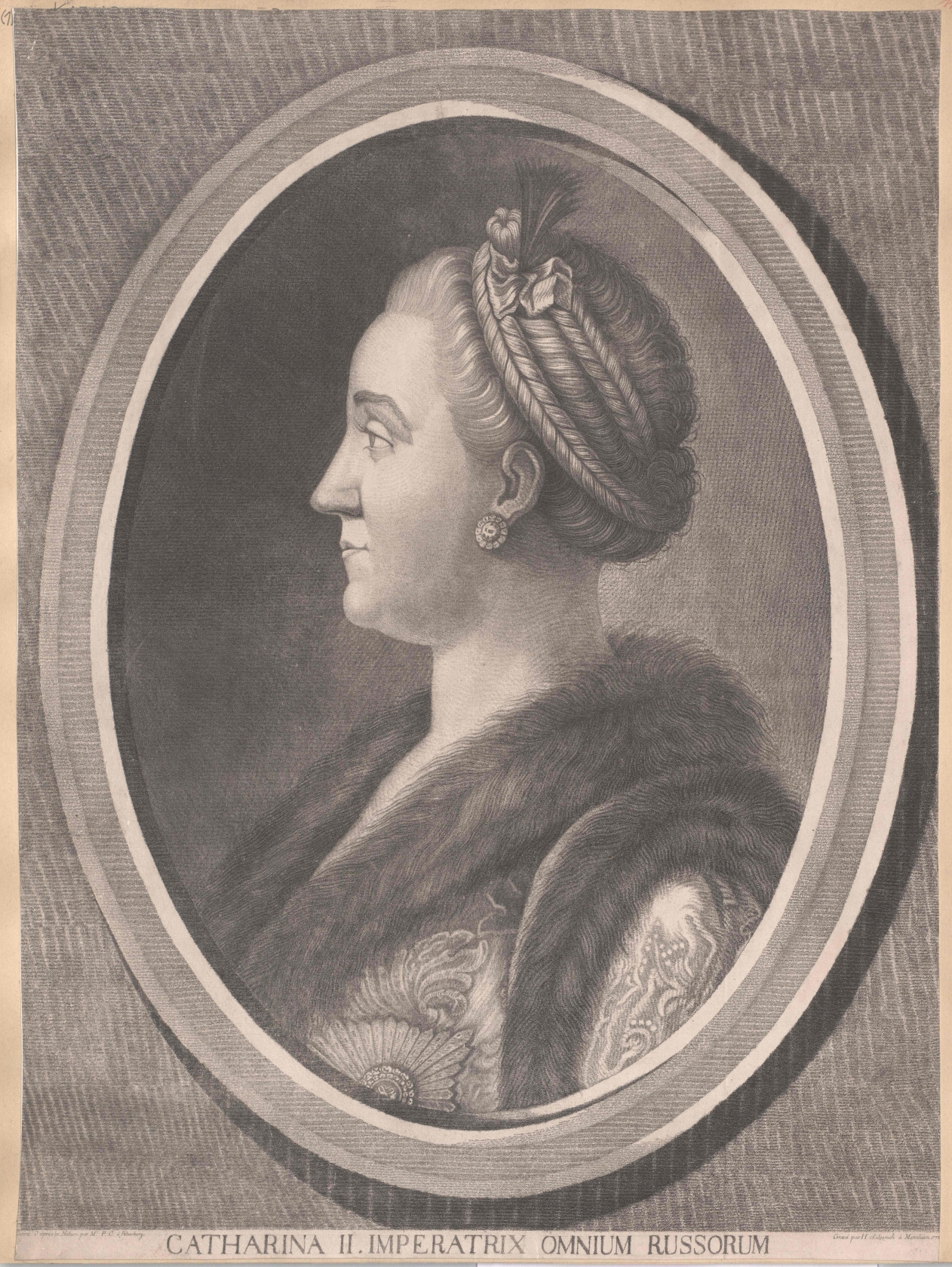
Botta Adorno fu ambasciatore presso la corte di Caterina II di Russia.

Dal 1754 al 1765 Antoniotto Botta Adorno fu amministratore dei beni del fratello Alessandro, caduto ammalato durante un viaggio a Vienna.
Dal 1757 al 1766 fu Presidente di quel Consiglio di Reggenza lasciato da Francesco Stefano di Lorena a gestire il suo Granducato di Toscana. La sua nomina, al posto di Emmanuel de Nay, conte di Richecourt, fu gradita al governo francese, che si ostinava a credere che l'editto di neutralità di Livorno e Portoferraio del 1757 da osservare nella guerra in corso in realtà fosse un provvedimento filo inglese.
La guerra in corso era la Guerra dei sette anni, dove Vienna era alleata di Parigi, e l'ambasciatore francese a Vienna fu incaricato di convincere Francesco Stefano di Lorena del fatto che i suoi incaricati di governare la Toscana si muovono su una linea, non solo diversa, ma decisamente alternativa rispetto alla sua. Il governo francese accolse la nomina del Botta Adorno, poiché ritenuto come non filo inglese, e più propenso a riportare la Toscana, bene o male di appartenenza all'imperatore del Sacro Romano Impero, su una linea politica di sostegno, o che perlomeno non favorisse l'avversario inglese.
Nel frattempo, nel 1762, ripresa la carriera diplomatica, partì come ambasciatore presso la corte dell'imperatrice Caterina II di Russia.
Terminata la reggenza del Granducato di Toscana, il Botta Adorno si ritirò a Torre d'Isola, dove fece realizzare una sontuosa villa, nella quale morì quasi novantenne.

## La leggenda su Botta Adorno

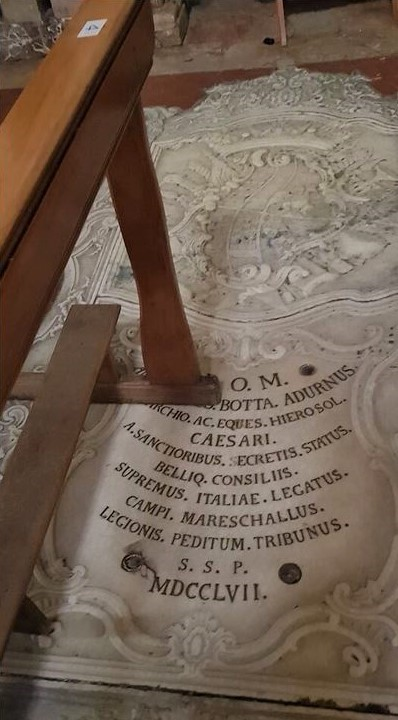
Pavia, chiesa dei Santi Gervasio e Protasio, lastra tombale di Antoniotto Botta Adorno.

Intorno alla figura del marchese Antoniotto Botta Adorno è nata una leggenda che vuole il suo fantasma aggirarsi nella villa di Torre d'Isola, e più specificamente nell'antica torre dove alcuni suppongono egli abbia nascosto il tesoro trafugato da Genova nel dicembre 1746.
Non si sposò mai, né ebbe figli e lasciò ai parenti un ricco patrimonio. Non si sa dove il suo corpo sia stato sepolto, anche se probabilmente fu inumato a Pavia, dove nella chiesa dei santi Gervasio e Protasio è visibile una lapide con le sue insegne nobiliari.